# Jurij Kosin
Jurij Ołeksandrowycz Kosin (ukr. Юрій Олександрович Косін; ur. 26 września 1948 w Kompanijiwijce) – ukraiński fotograf, artysta medialny, wykładowca, kurator wystaw fotograficznych. Między innymi Niezależnej Ukraińskiej Akademii Sztuk Fotograficznych. Członek Narodowego Związku Artystów Fotografików Ukrainy.

## Życiorys
Kosin urodził się na ukraińskiej wsi Kompanijiwka (obwód kirowohradzki). W 1974 roku ukończył Politechnikę Kijowską. Pracował w Instytucie Cybernetyki, a następnie jako inżynier w Elektrowni Jądrowej w Czarnobylu. W 1988 roku ukończył Kijowski Instytut Dziennikarstwa. Po uzyskaniu przez Ukrainę niepodległości Kosin poświęcił się fotografii. Mieszka w Irpieniu (obwód kijowski).

## Kariera

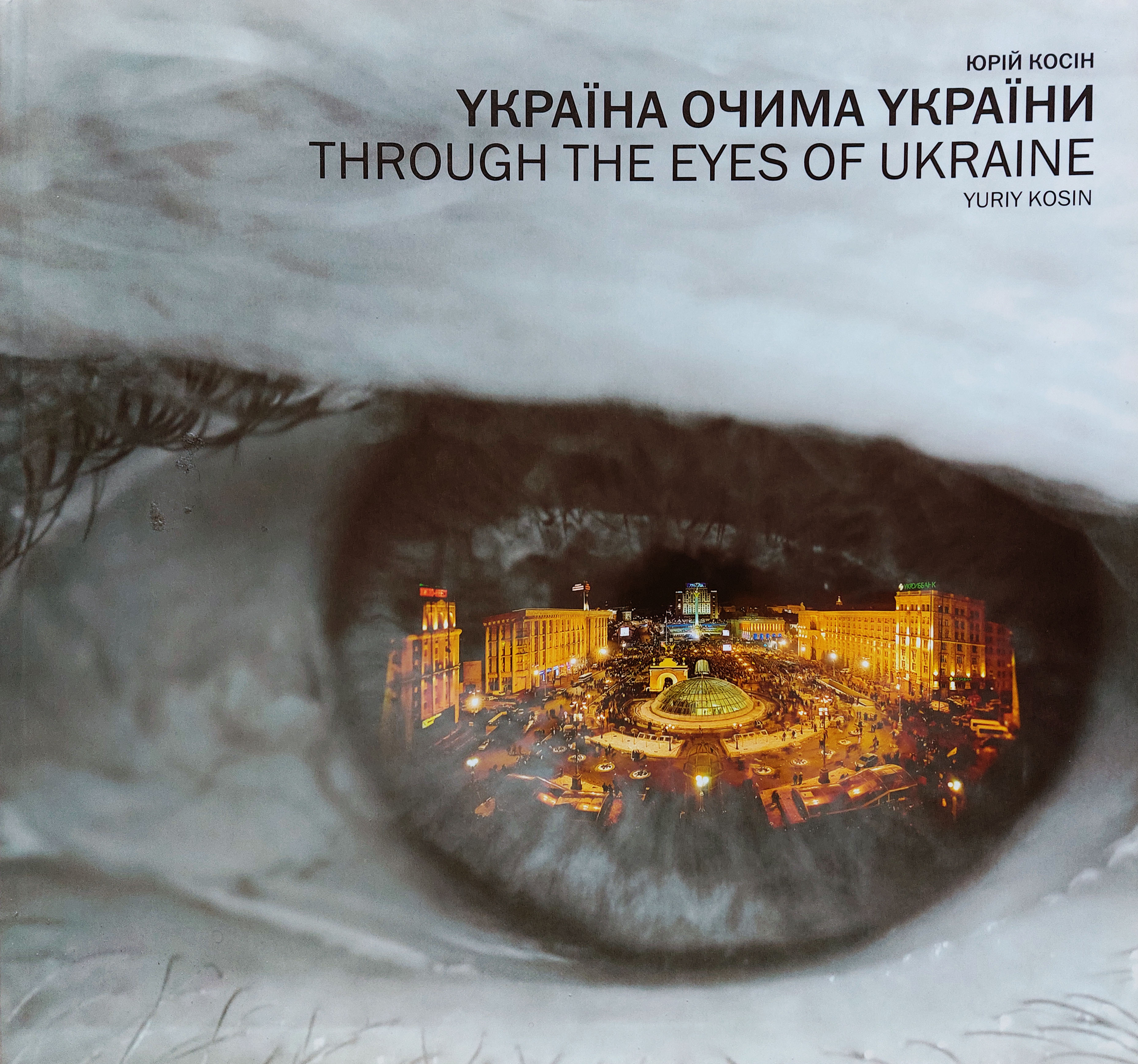
Album fotograficzny Kosina „Ukraina oczami Ukraińców”, 2005

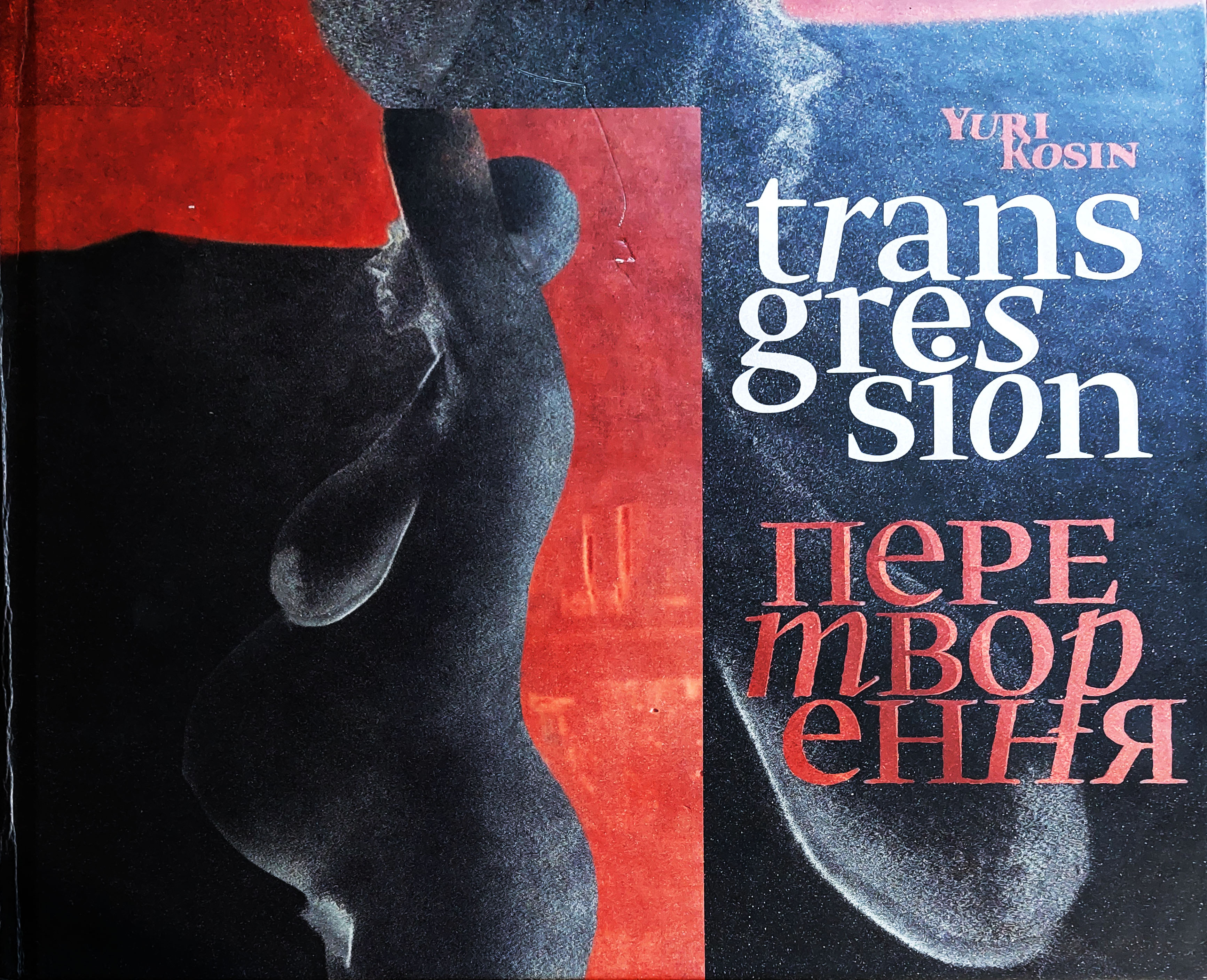
Album fotograficzny Kosina „Transgresja”, 2019

Kosin pierwszy aparat otrzymał, mając 10 lat. Przez pierwsze 30 lat nie wywoływał swoich fotografii. Robił stykówki, na podstawie których cały czas się uczył.
Od 1992 Kosin pracuje jako wykładowca i kurator Niezależnej Ukraińskiej Akademii Fotografii. W 1994 roku wstąpił do niemieckiego Związku „Kulturforum”. W 1998 roku założył galerię fotografii „Exar”, gdzie piastuje stanowisko kuratora wystaw.
Pierwsze wystawy poświęcił tragedii w Czarnobylskiej Elektrowni Jądrowej. Fotografie przedstawiały strefę nagłego, wymuszonego exodusu. W latach osiemdziesiątych Kosin zaczął eksperymentować z autorską techniką wywoływania zdjęć. Początkowo nazywał ją „transgresją”, później „procesem autokreacji”. Technika ta polegała na dodawaniu różnych chemikaliów do roztworów fotograficznych. Przypadkowość uzyskiwanych efektów powodowała, że poszczególne odbitki były nie do powtórzenia. Dopiero w późniejszych latach zastosowanie technik cyfrowych pozwoliło Kosinowi na multiplikowanie prac.

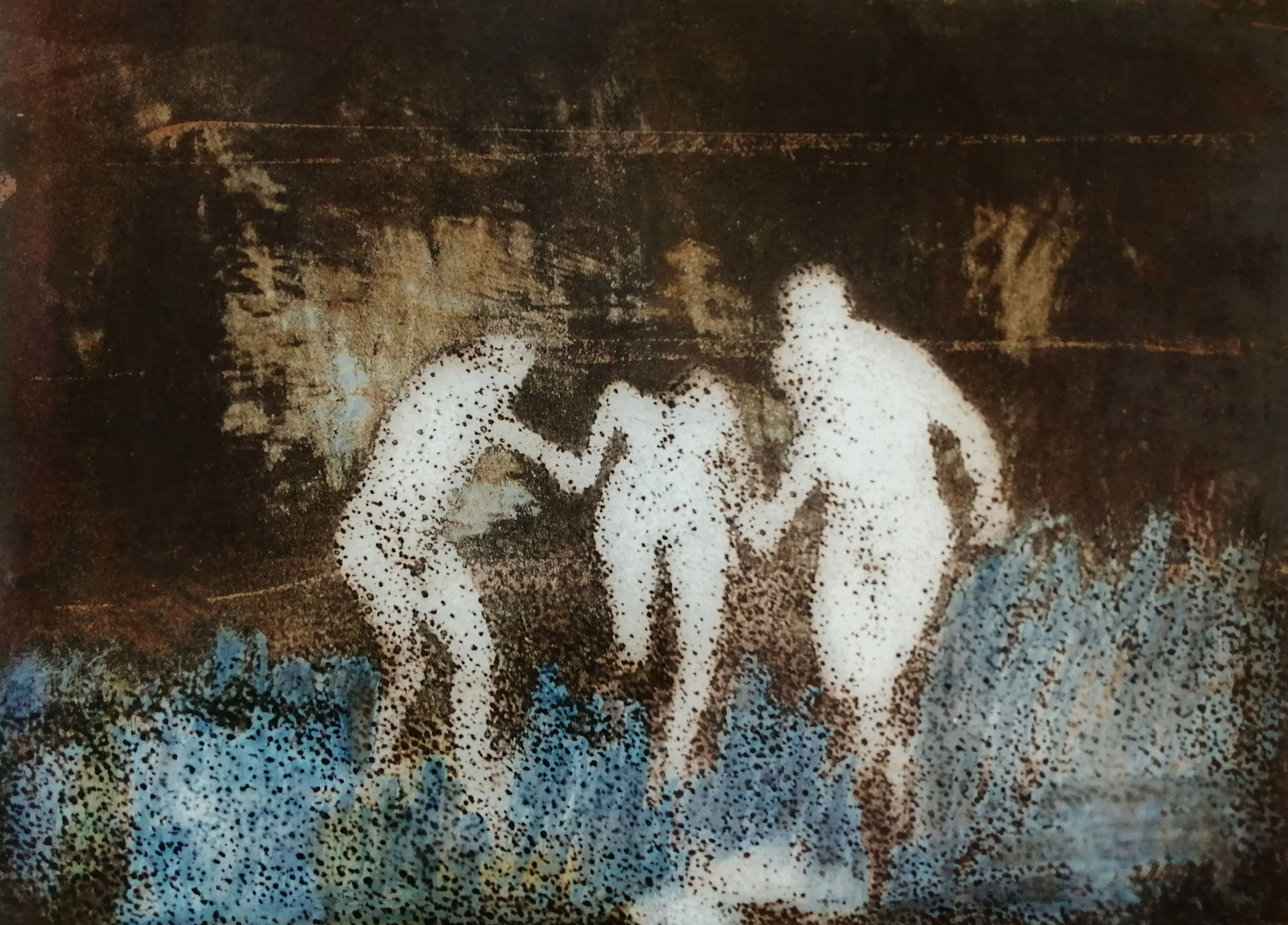
Jurij Kosin, Zdjęcie kąpiących się, 1996

## Cykle fotograficzne
- Czarnobyl – 1986-1988;
- Czarnobyl – 2010-2015;
- Czarnobyl – Zmierzch;
- Dziewięć ścian – Wściekłość;
- Dziewięć ścian – Strach;
- Dziewięć ścian – Spokój;
- Dziewięć ścian – Niesmak;
- Dziewięć ścian – Współczucie;
- Dziewięć ścian – Zdumienie;
- Dziewięć ścian – Bliskość;
- Dziewięć ścian – Erotyczne[6].

## Wystawy indywidualne
- 1988 – Interconnection, Związek Artystów Ukraińców, Kijów;
- 1990 – Strefa zarażona, Budinok Pismennika, Kijów;
- 1991 – Świat, który straciliśmy, Kinocentr, Moskwa;
- 1992 – Czarnobyl, International art gallery, Minneapolis;
- 1992 – Czarnobyl – miejsce spotkań, Wielka Brytania;
- 1994 – Obrazy na żywo, muzeum Twierdza Kijów, Kijów;
- 1995 – Transgresja, Creative academy „Bezalel”, Jerozolima;
- 1995 – Czarnobyl 1986-1995, Dom Trzech Języków, Lumen, Belgia;
- 1995 – Srebrne Światło, „Garage” gallery, Ryga;
- 1995 – Personifikacja, Latvijas Fotogrāfijas muzejs, Ryga;
- 1996 – Transgresja, Francuskie Centrum Kultury, Kijów;
- 1996 – Lekcja w przejściu, Gemeenschapscentrum De Markten, Bruksela;
- 1996 – Anabioza, Narodowe Muzeum Historyczne Ukrainy, Kijów;
- 1996 – Emanacja, Centrum Kultury Europy Wschodniej i Zachodniej „Palais Jalta”, Frankfurt;
- 1997 – Transgresja, Centrum Kultury „Tuchfabrik”, Trewir;
- 1998 – Czarnobyl, Ministerstwo Środowiska, Moguncja;
- 1998 – Transgresja, Mill Gallery, Kalai, Wielka Brytania
- 1998 – Transgression, Folli gallery, Lancaster;
- 2000 – Fotografia bez końca, galeria „RA”, Kijów;
- 2001 – Sztuka Współczesna, Art Club 44, Kijów;
- 2002 – Autobiografia Trzeciej Osoby, galeria „Dim Mikoli”, Kijów;
- 2003 – Pisannitsy, galeria „Art Center” na Kostelnej, Kijów;
- 2003 – Pisannitsy, Державная дума, Moskwa
- 2005 – Ukraina oczami Ukrainy, RA-photo, Kijów;
- 2005 – Ukraina oczami Ukrainy, Gabinet Ministrów, Kijów;
- 2006 – Czarnobyl – 20, Uniwersytet Harvarda, Waszyngton;
- 2006 – Pogranicze, Amerykański Instytut Ukraiński, Nowy Jork;
- 2006 – Ludzkie doświadczenie dwadzieścia lat później, Woodrow Wilson International Center, Waszyngton;
- 2006 – Zawsze tak było, Centrum Sztuki Współczesnej Solvay, Kraków;
- 2006 – Kolor nadziei, Gabinet Ministrów, Kijów;
- 2010 – Rzeczywistość „zjawiska”, galeria Związku Fotografów Litewskich, Wilno[7][1].

## Kolekcje
Prace Kosina znajdują się w kolekcjach publicznych:
- Fotograficzeskij fond (ros. Фотографический фонд), Moskwa;
- Kunstmuseum Bonn, Bonn;
- Łotewskie Muzeum Fotografii, Ryga;
- Narodowe Muzeum Historyczne Ukrainy;
- Muzeum Historyczne w Kijowie;
- Lancaster University, Wielka Brytania;

oraz w prywatnych w Szwecji, Stanach Zjednoczonych, Rosji, Ukrainie, Izraelu, Francji, Belgii, Holandii oraz Polsce.

## Publikacje
- Ukraina oczami Ukrainy, SPD FO Chaltsev OV, 2005. ISBN 966-8765-03-06.
- Transgression, Blurb, 2019[8]. ISBN 978-1-71-420510-3.